# Julie Kropholler

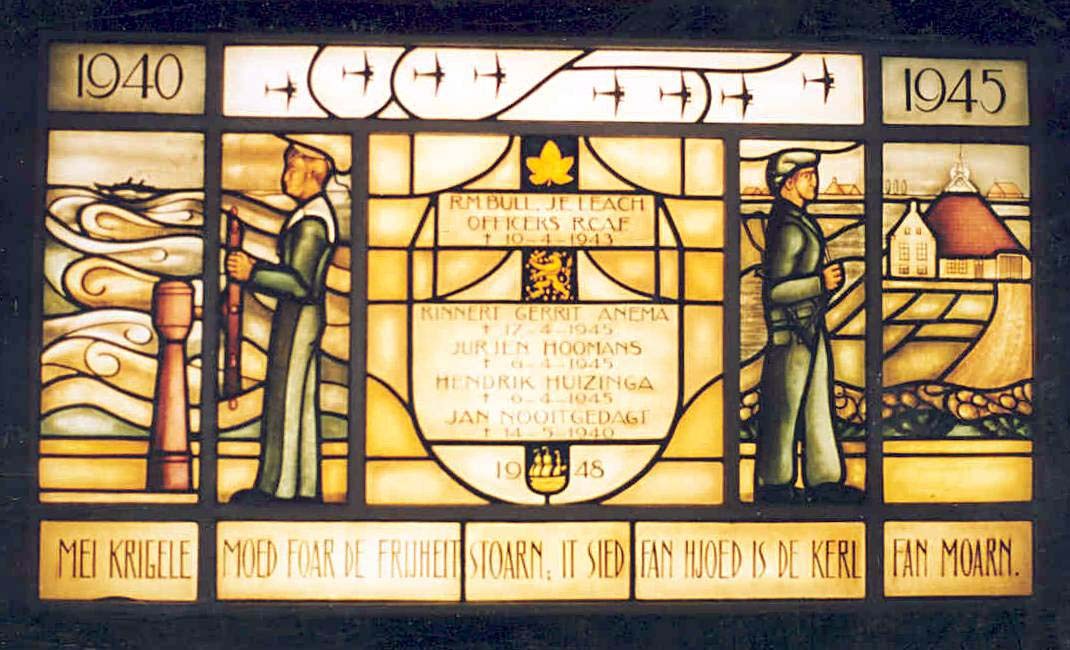
Julie Kropholler: Gedenkraam in het gemeentehuis (IJlst). "1940 1945". Gebrandschilderd gedenkraam voor gesneuvelden in de Tweede Wereldoorlog met Friese tekst, gemeentehuis IJlst, 1948. Nu in gemeentehuis van Wymbritseradeel, Súdwest-Fryslân.

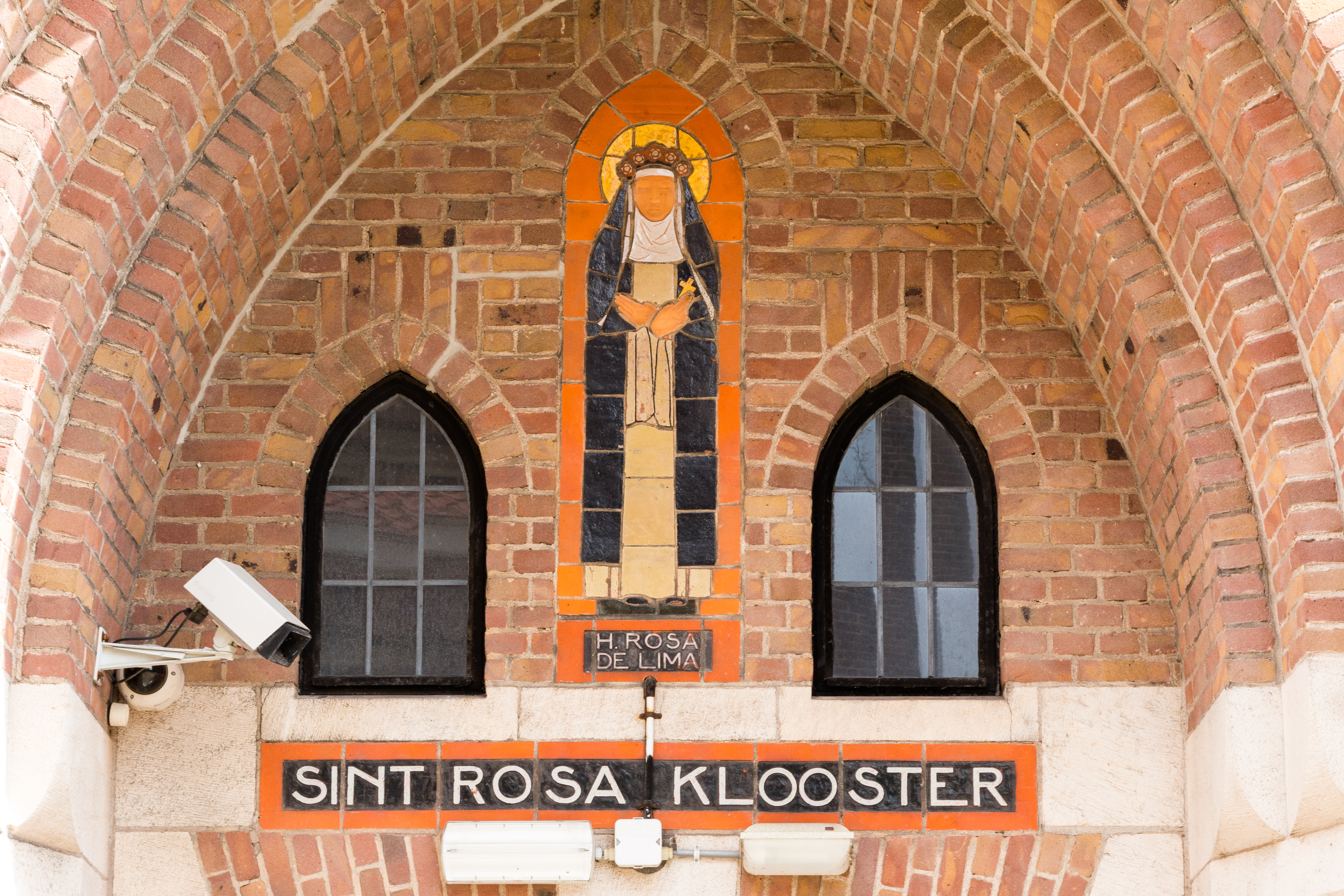
Tympaan met Sint Rosa de Lima, Sint-Rosaklooster, Amsterdam-Noord, 1929-1930.

Julie Louise Clarisse Kropholler (Nieuwer-Amstel, 23 december 1894 - Den Haag, 16 mei 1963) was een Nederlands grafisch kunstenares, ontwerpster van gebrandschilderde ramen en wandtegels, en kunstdocente. Ze was een zus van de architecten Alexander Kropholler en Margaret Staal-Kropholler. Ze gaf les aan de Industrieschool voor Meisjes in Den Haag. Tegelontwerpen van haar werden uitgevoerd door Steen- en Kleiwarenfabriek Ouderzorg De Ridder.

## Werk (selectie)
- 1926: 20 vierkante ontwerpen van symbolen (onder meer roos, kerk, haas, hert, lam, boek met hoofdletters A en Omega, duif met palmtak, hart met kruis, haan, slang die in eigen staart bijt als symbool voor oneindig)[1] in het boek Emil Emmanuel Strasser: Neuere holländische Baukunst, Mönchengladbach, Führer-Verlag, 1926.[4]
- 1926: eenvoudige symbolische voorstelling in de eet- en conversatiezaal en een glas-in-loodraam in Gebouw De Metropool, Den Haag.[5]
- 1927: decoratieve tableaus in terracotta, zoals Scorpio, Tweelingen[6] en andere tekens van de Dierenriem in gevelstenen aan de Kwartellaan, Den Haag. De huizen waren ontworpen in traditionele stijl door haar broer architect Alexander Kropholler.
- 1927: versieringen in het klooster St. Rita[7] te Amsterdam
- 1929: inkleuring foto's van W.P. Schefer in het boek D. J. van der Ven: Onze Nederlandse jeugd in nationale dracht, Wed. J. Leupen & Zoon, Haarlem, 1929[8]
- 1929-1930: tegeltableaus en/of gebrandschilderd glas in het Sint-Rosaklooster in Amsterdam-Noord, dat Alexander Kropholler ontwierp. Bijbelsche en christelijke symbolen aan de gevel door Julie Kropholler.
- 1931-1932: gebrandschilderd glazen voorstellingen van de tekens van de Dierenriem, Gemeentehuis van Waalwijk, dat ontworpen werd door haar broer Alexander Kropholler.[9]
- tegeltableaus met plantmotieven (de rode raaf ook?), Gemeentehuis Waalwijk[9]
- 1948: 1940 1945, gebrandschilderd gedenkraam voor de Tweede Wereldoorlog, gemeentehuis IJlst 1948
- 1948: 200 tegeltableaus van Kropholler gevonden op 17 adressen,[1] tegels in het Nederlands Tegelmuseum[10]
- 1948: tegeltableaus en/of gebrandschilderd glas in Van Abbemuseum Eindhoven en gemeentehuizen van Wateringen en Leidschendam. Tegeltableaus in Amsterdam-Noord, Watergraafsmeer, Wassenaar en Den Haag[1]

- RKD-Nederlands Instituut voor Kunstgeschiedenis: 114247